# Matinera de Horsfield
La matinera de Horsfield (Malacocincla sepiaria) és una espècie de ocell passeriforme de la família dels pel·lornèids pròpia del sud-est asiàtic. El seu nom comú commemora al seu descobridor, el naturalista estatunidenc Thomas Horsfield.

## Descripció
Aquesta espècia té un cos relativament petit (14 cm). La corona és de color gris. La brida és de color blanquinós i el coll és blanc. El pit és de color gris, al mig de la panxa és blanca i pels costats són grocs. Les cuixes són marrons. La part inferior de la cua és vermellosa. La part inferior del cos és marró. El cap i les natges són de color vermell. el bec és pesat. Es diferencia amb altres espècies de Malacocincla asiàtiques: la corona és més grisa i fosca, sense una línia de celles pàl·lida. Les llesques són marrons vermellosos, bec superor negre, bec inferior blavós, potes rosades. Estima i s'enfila per plantes curtes. Viu sol, en parella o en grups reduïts. Li agrada l'enrenou i li agrada investigar.
Els nius tenen forma de plat, desordenats, de fulles seques teixides amb fines fibres, amagades a prop del terra. Els ous són de color rosa, tenen taques vermelles i en ponen 2 ous. Es reprodueix durant tot l'any.

## Distribució i hàbitat
Es troba al sud de la península malaia i les illes de Sumatra, Borneo i Java. El seu hàbitat natural són els boscos humits tropicals tant de muntanya mitjana com de baixa altitud.

## Subespècies
Es reconeixen les següents:
- M. s. tardinata Hartert, 1915 - península malaia
- M. s. barussana Robinson & Kloss, 1921 - Sumatra
- M. s. sepiaria (Horsfield, 1821) - Java i Bali
- M. s. rufiventris Salvadori, 1874 - oest i sud de Borneo
- M. s. harterti Chasen & Kloss, 1929 - nord i est de Borneo